# Renswoude
Renswoude este o comună și o localitate în provincia Utrecht, Țările de Jos. 